# Koshitsū
Il Koshitsū (古史通?) è un'opera in quattro volumi scritta nel 1716 dal letterato neoconfuciano Arai Hakuseki. Trattando della storia del Giappone, essa rimette in discussione la veridicità dell'Età degli dei, fondamento dello shintoismo, e dunque del potere dell'imperatore del Giappone.